# 南達肯尼河
南達肯尼河（Nandakini），是印度北阿坎德邦的一條河流，為恆河東源阿勒格嫩達河的主要支流之一。該河發源於南達昆提峰、特里蘇爾峰西南側，匯集冰川雪水後向西流，於南德普拉耶格注入阿勒格嫩達河。匯流點南德普拉耶格海拔870公尺，是阿勒格嫩達河流域神聖的五個匯流點之一。